# 微神堂
微神堂（びしんどう）は、長崎県大村市にある剣道の道場。幕末維新期に設立され、2024年時点でも使用されている希少な道場である。

## 概要
嘉永7年（1854年）、神道無念流剣術の斎藤歓之助が大村藩に剣術指南役として招かれ、それから間もなくして藩主大村純熈が与える形で斎藤の屋敷内に建てられた。渡辺昇、柴江運八郎らを輩出し、明治維新後は柴江に託された。また、渡辺は東京麻布の自邸に微神堂と称する道場を建てた。
明治45年（1912年）、渡辺昇により大村城内に移転。大正7年（1918年）、現在地に移転。2024年現在も剣道の稽古に使用されている。
微神堂の名前は孫子虚実篇の一文「微乎微乎 至於無形 神乎神乎 至於無聲」より「微」「神」の二文字をとって名付けられた。また、現在も道場に残る扁額は江戸期の書家・市河米庵の作とされる。

## 参考リンク
1. 1 2 3 4  大村市. “微神堂”. 大村市. 2024年11月10日閲覧。
2. 1 2 3 4  『読み物（１）・・・「長崎の古流」＊神道無念流（しんとうむねんりゅう）』『微神堂（大村市）』, 剣道だより,2021年3月, VOL016, p.4, 長崎県剣道連盟